# Tre Valli Varesine 2015
La Tre Valli Varesine 2015, novantacinquesima edizione della corsa e valida come evento dell'UCI Europe Tour 2015 categoria 1.HC, si svolse il 30 settembre 2015 su un percorso di 198,5 km. Fu vinta dall'italiano Vincenzo Nibali che terminò la gara in 4h44'09", alla media di 38,13 km/h.
Al traguardo 67 ciclisti portarono a termine la gara.

## Ordine d'arrivo (Top 10)
| Pos. | Corridore           | Squadra       | Tempo    |
| ---- | ------------------- | ------------- | -------- |
| 1    | Vincenzo Nibali     | Astana        | 4h44'09" |
| 2    | Sergej Firsanov     | RusVelo       | a 8"     |
| 3    | Giacomo Nizzolo     | Trek          | s.t.     |
| 4    | Simone Ponzi        | Southeast     | s.t.     |
| 5    | Fabio Felline       | Trek          | s.t.     |
| 6    | Kristian Sbaragli   | MTN-Qhubeka   | s.t.     |
| 7    | Kenny Elissonde     | FDJ           | s.t.     |
| 8    | Damiano Cunego      | Nippo-Fantini | s.t.     |
| 9    | Antonino Parrinello | D'Amico       | s.t.     |
| 10   | Francesco Gavazzi   | Southeast     | s.t.     |